# Zofia Wocalewska
Zofia Wocalewska (ur. 6 stycznia 1894 w Łodzi, zm. 23 marca 1934 tamże) – komendantka miejscowa drużyn żeńskich w Łodzi (1920-1921), inspektorka Okręgu ZHP VI B - Łódź (1920-1921), Naczelniczka Głównej Kwatery Żeńskiej (1923), harcmistrzyni, Naczelniczka Harcerek ZHP.

## Życiorys
Była córką Bolesława Tadeusza i Anny z Zakrzewskich, siostrą: Marii, Anny (1888–1982), Jadwigi (1895–1944) oraz Jana (1900–1917). Naukę rozpoczęła w Prywatnej Szkole Powszechnej Julii Zbijewskiej. W 1910 ukończyła Koedukacyjną Szkołę Handlową w Pabianicach i zdała maturę. Od jesieni 1911 roku należała do pierwszego zastępu łódzkich harcerek, zalążka przyszłej I Łódzkiej Drużyny Żeńskiej im. Emilii Plater. W harcerskiej służbie przeszła wszystkie funkcje od szeregowej do Naczelniczki Harcerek ZHP. W czasie I wojny światowej i wojny z Rosją Radziecką zorganizowała wraz z harcerkami w Łodzi szpitale dla rannych. 
W 1913 rozpoczęła studia w Wyższej Szkole Rolniczej w Warszawie, którą ukończyła ze stopniem inżyniera rolnika. Pracę zawodową rozpoczęła administrując majątkami. W 1924 została kierowniczką Szkoły Rolniczej Żeńskiej w Mokoszynie, którą ciągu 9 kolejnych lat czyniła wzorcową placówką oświaty rolniczej. Absolwentki były przygotowywane nie tylko do prac rolniczych, lecz również do pracy kulturalnej i społecznej w środowisku wiejskim.  
W październiku 1933 r. rozpoczęła urlop zdrowotny, który spędziła w Krakowie, Otwocku oraz Łodzi. Zmarła z powodu ciężkiej choroby płuc. Jej grób znajduje się na Starym Cmentarzu w Łodzi. Imię Zofii Wocalewskiej nadano otwartemu w 1937 r. domowi wypoczynkowemu dla instruktorek w Buczu. Wraz z siostrami Marią i Jadwigą jest patronką  Łódzkiego Hufca Zuchów i Harcerek „Róża” Związku Harcerstwa Rzeczypospolitej.

## Ordery i odznaczenia
- Medal Niepodległości (23 grudnia 1933)[3]
- Srebrny Krzyż Zasługi (9 listopada 1931)[4]